# Gubernatorstwo Madanin
Gubernatorstwo Madanin (arab. ولاية مدنين, fr. Gouvernorat de Médenine) – jest jednym z 24 gubernatorstw w Tunezji, znajdujące się we wschodniej części kraju.